# Tennistoernooi van Rosmalen 2010
Het tennistoernooi van Rosmalen van 2010 werd van 13 tot en met 19 juni 2010 gespeeld op de grasbanen van het Autotron Expodome in de Nederlandse plaats Rosmalen, onderdeel van de gemeente 's-Hertogenbosch. De officiële naam van het toernooi was Unicef Open.
Het toernooi bestond uit twee delen:
- WTA-toernooi van Rosmalen 2010, het toernooi voor de vrouwen
- ATP-toernooi van Rosmalen 2010, het toernooi voor de mannen

ATP-toernooi van Rosmalen – WTA-toernooi van Rosmalen

1996 · 1997 · 1998 · 1999 · 2000 · 2001 · 2002 · 2003 · 2004 · 2005 · 2006 · 2007 · 2008 · 2009 · 2010 · 2011 · 2012 · 2013 · 2014 · 2015 · 2016 · 2017 · 2018 · 2019 · 2020-2021 · 2022 · 2023 · 2024